# ジョゼフ・クーン＝レニエ
ジョゼフ・クーン＝レニエ（Joseph Kuhn-Régnier、本名は Walfrid Joseph Louis Kuhnrとも、1873年12月10日 - 1940年12月27日）は、フランスのイラストレーター、ポスター画家である。古代ギリシャや神話の人物をモチーフにした戯画などを描いたことで知られ、1900年から1938年の期間、パリの雑誌に多色刷りの挿絵や広告を制作した。

## 略歴
パリで生まれた。パリ国立高等美術学校でフェルナン・コルモンの学生であった。1800年から1938年の間、「 La Vie Parisienne」や「 Fantasio」、「 Lectures pour tous」、「 Le Sourire」といったパリの雑誌で広告デザインの仕事や、漫画家として働いた。右翼の政治家フランシス・ロール（Francis Laur）が創刊した「 La Jeune Revue」という雑誌の表紙絵も描いた。1920年代には教育的な書籍を多く出版した出版社「Fernand Nathan」の仕事をした。
1904年のアンデパンダン展に出展し、風刺画家の協会、"Les Humoristes" が、1905年から開いた協会展、「サロン・ド・ウモリステ（Salon des humoristes）」の会員になった。
1940年にパリで没した。

## 作品

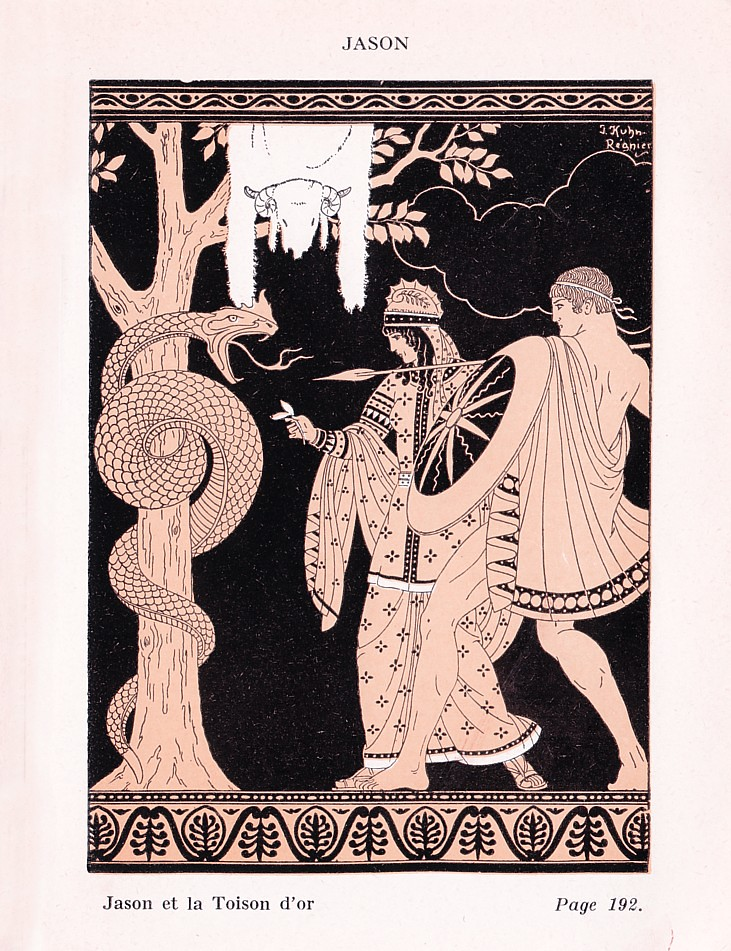
「神話の物語と伝説」(1936)より「メーデイアとイアーソーン」
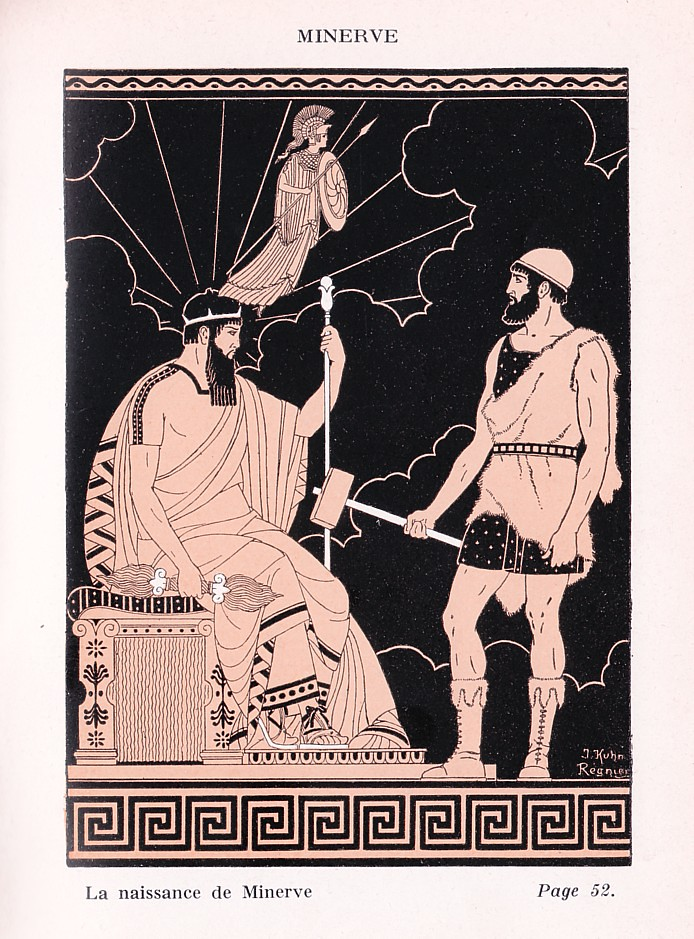
「神話の物語と伝説」(1936)より「ミネルヴァの誕生」
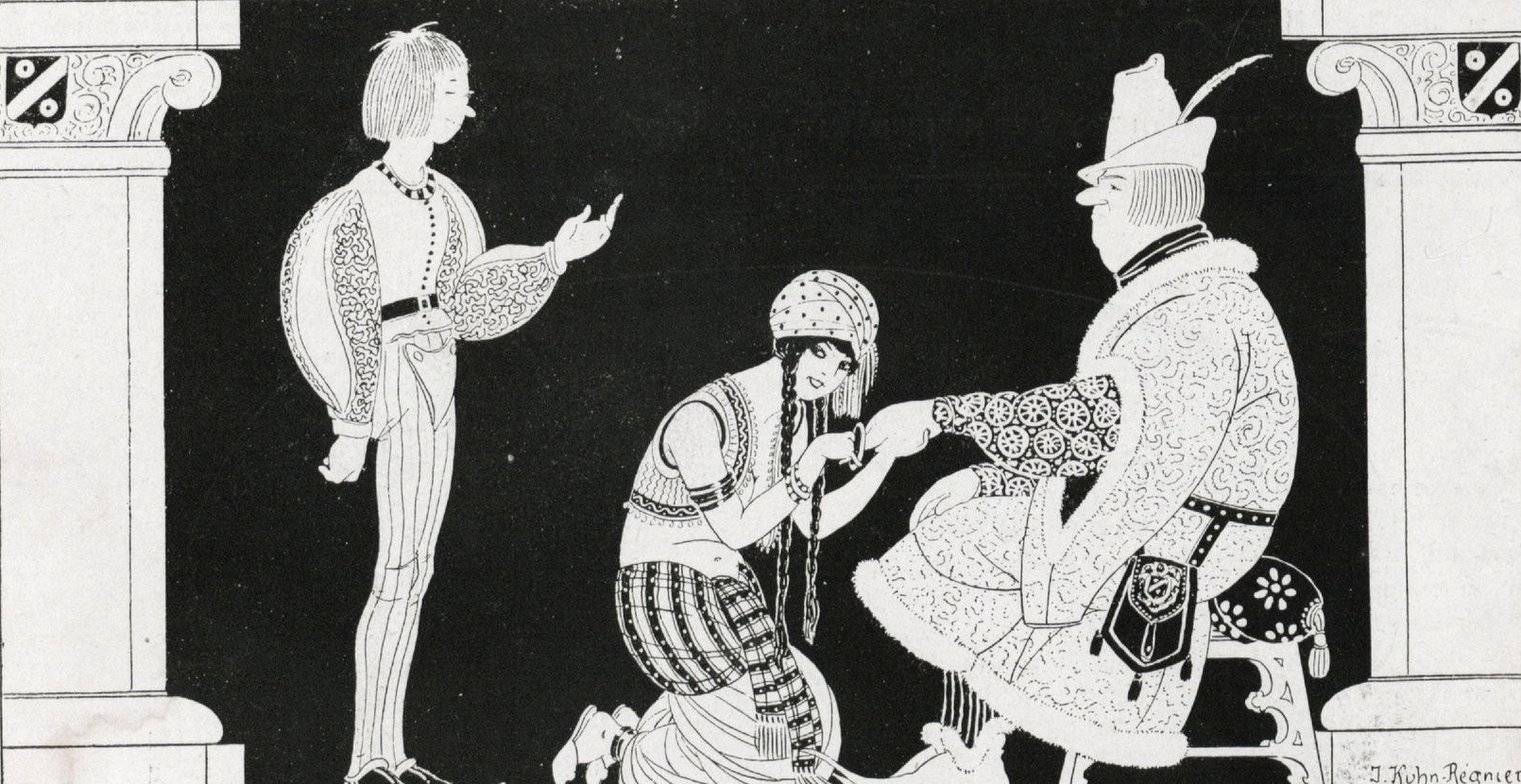
古代の家族 (1922)
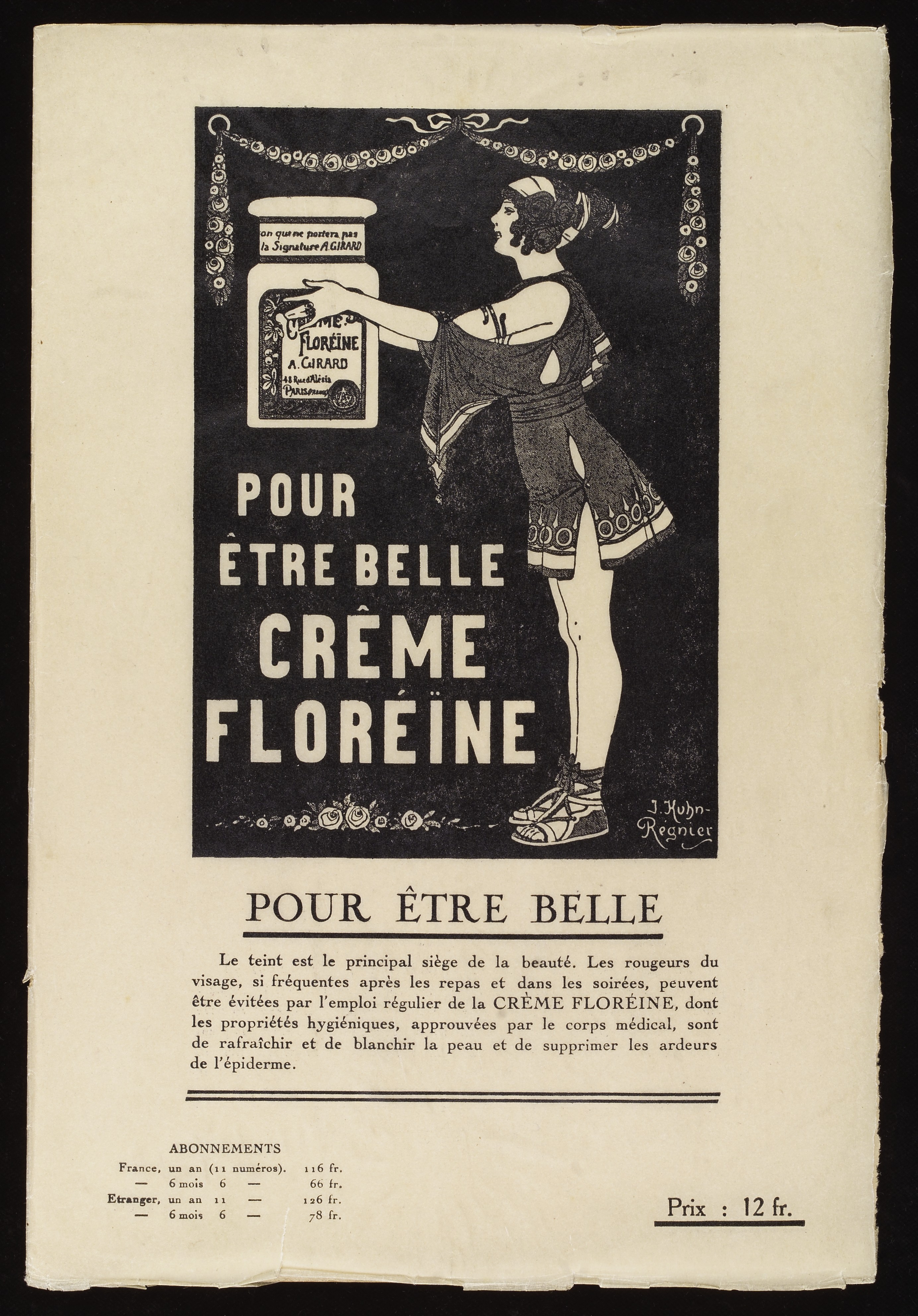
美容クリーム宣伝記事